# 임기한
임기한(1973년 11월 20일 ~ )은 대한민국의 전직 축구 선수이자 축구 감독이다. 현역 시절 포지션은 미드필더였다.